# Jessé de Forest
Pour les articles homonymes, voir Forest.

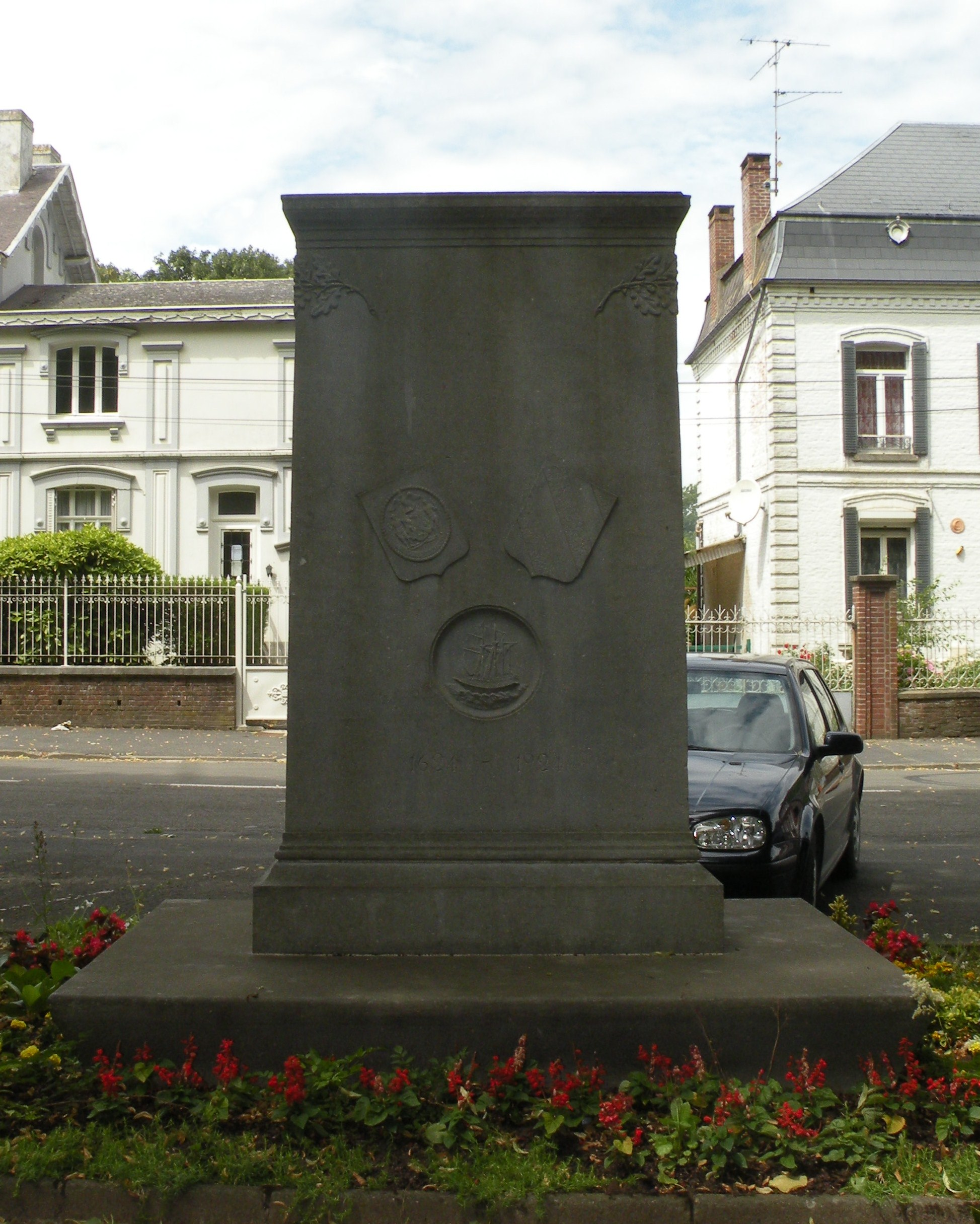
Mémorial à Avesnes-sur-Helpe

Jessé de Forest, né en 1576 à Avesnes-sur-Helpe dans le comté de Hainaut (Pays-Bas) et mort le 22 octobre 1624 en Guyane, est un colon des Provinces-Unies, pionnier d'un groupe de Wallons qui s'installe en 1623 à l'embouchure de l'Hudson, dans la colonie de Nouvelle-Néerlande, notamment sur l'île de Manhattan, origine de la ville de New York.
Jessé meurt au cours d'une expédition d'exploration des côtes de Guyane menée en 1624 pour le compte de la Compagnie néerlandaise des Indes occidentales.

## Biographie
En 1576, les dix-sept provinces des Pays-Bas des Habsbourg sont depuis 1568 engagées dans l'insurrection contre Philippe II qui aboutit en 1579 à la formation de l'union d'Utrecht et en 1581 à la proclamation de la déchéance de Philippe de ses droits aux Pays-Bas (acte de La Haye), origine d'un nouvel État, la république des Sept Provinces-Unies des Pays-Bas. Les dix autres provinces forment désormais ce qu'on appelle les Pays-Bas espagnols. L'insurrection devient une guerre, qui ne prend fin qu'en 1648, la guerre de Quatre-Vingts Ans.

### Origine familiales et formation
Il naît dans une famille protestante. Son père est un teinturier originaire de Mons, capitale du comté de Hainaut. 

### D'Avesnes à Leyde (1602-1621)
Marié en 1601 avec Marie du Cloux, Jessé de Forest quitte Avesnes avec ses parents vers 1602 pour s'installer à Sedan, afin d'échapper à la répression contre les protestants, le catholicisme étant la seule religion autorisée aux Pays-Bas espagnols, alors que la principauté de Sedan, qui est souveraine, assure aux deux religions des garanties égales.
Il s'établit ensuite à Montcornet-en-Thiérache, puis, en 1615, part pour les Provinces-Unies, à Leyde (Hollande), où ils sont assurés de la sécurité religieuse aux Provinces-Unies, dont le calvinisme est la religion quasi-officielle (Église réformée néerlandaise).
Il retrouve là de nombreux autres réfugiés originaires des Pays-Bas espagnols, dont beaucoup de wallons francophones, ainsi que des réfugiés anglais, notamment la congrégation de Scrooby, qui en 1620 est à l'origine du voyage du Mayflower et des Pères Pèlerins vers l'Amérique du Nord. Très vite, son seul objectif est d'émigrer avec les siens et d'autres familles wallonnes vers le Nouveau Monde.

### Préparatifs de départ pour le Nouveau Monde (1621-1623)

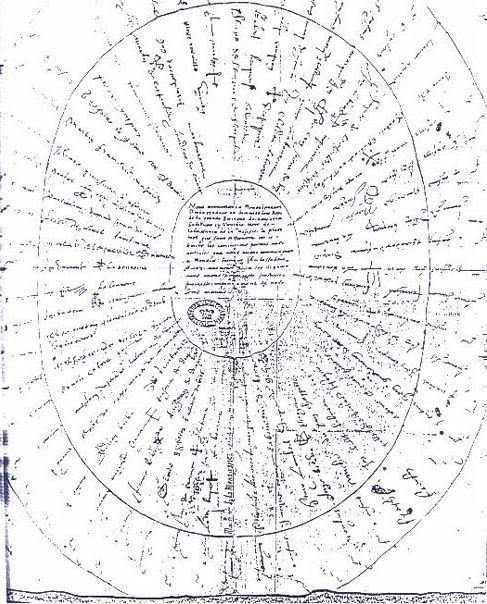
Le Round Robin

Suivant l'exemple des Pères Pèlerins, il sollicite d'abord les autorités anglaises.
Une pétition est adressée le 5 février 1621 à Sir Dudley Carleton, ambassadeur du roi d'Angleterre à La Haye, connue sous le nom de Round Robin en raison de la disposition en ellipse des signatures, sollicitant, au nom d'une cinquantaine de familles wallonnes et françaises, le droit de s’établir dans la colonie de Virginie, déjà peuplé d'environ huit mille Anglais. Le 11 août 1621, la Compagnie de Virginie donne son accord de principe, assorti de certaines restrictions, dont la principale interdit aux familles wallonnes de ne former qu'une seule colonie. Cette restriction est inadmissible pour Jessé de Forest qui décline l'offre.
Il propose alors ses services et ceux de ses compatriotes à la Compagnie néerlandaise des Indes occidentales, qui vient d'être créée, dirigée par  Willem Usselinx. Il indique qu'il préférerait de loin émigrer au service des Provinces-Unies plutôt que de l'Angleterre. Il précise qu'il souhaite une réponse rapide et que sa proposition est à prendre sans condition ou à laisser. Les États de Hollande, voyant là une occasion d'implanter des colonies pour contrer les Espagnols, consultent le jour même, les directeurs de la Compagnie (Bewindhebbers), réunis à La Haye. 
Le 27 août 1622, l'autorisation officielle d'émigrer vers la colonie de Nouvelle-Néerlande est donnée aux familles candidates, récompensant une année d'efforts de la part de Willem Usselinx et de Jessé de Forest.

### L'installation en Nouvelle-Néerlande (1623)
En mars 1623, l'expédition part avec 110 passagers émigrants (Louys Lemaire, parent d'Isaac Le Maire, Barthelemé Digan, Anthoine Descendre, Anthoine Beaumont, Jehan Godetbon, Abraham Douillers, Dominique Masure, les frères Jehan et Gilles Daynes et Jehan Mousnier de la Montagne) et atteint l'Hudson au mois de mai. 
Un groupe de colons s'installe sur Manhattan et y crée La Nouvelle-Avesnes (ultérieurement La Nouvelle-Amsterdam, puis New York) ; d'autres s'installent à Staten Island, Governor's Island, Fort-Orange. 
En 1625, a lieu la première naissance, celle de Sara du Trieux, qui épousera Isaac de Forest, fils de Jessé, en 1641.

### L'expédition en Guyane et la mort de Jessé (1624)
Jessé de Forest part en janvier 1624 reconnaître la côte de Guyane pour y installer un poste commercial, préalable à une installation de colons. 
Le navire atteint l'embouchure de l'Amazone le 11 octobre, mais Jessé de Forest meurt le 22 au bord de l'Oyapock (actuelle frontière entre le Brésil et la Guyane française). Jehan Mousnier de la Montagne reprend alors le commandement de l'expédition et la ramène à l'île de Manhattan, avant de rentrer à Leyde[réf. nécessaire].
De Forest a soigneusement tenu un journal de ce voyage, aujourd'hui conservé au British Museum. Le manuscrit, rédigé en français, décrit plusieurs rivières et ancrages appropriés le long de la côte de la Guyane. Il contient les premières cartes de la Guyane.

## Famille
Jessé de Forest avait épousé Marie Du Cloux (1576-1622) le 23 septembre 1601 ; de cette union sont nés au moins 10 enfants :
- Marie baptisée le 7 juillet 1602 à Sedan ;
- Jean baptisé le 22 juillet 1604 à Sedan ;
- Henry baptisé le 7 mars 1606 à Sedan ;
- Elizabeth baptisée le 1er novembre 1607 à Sedan ;
- David baptisé le 11 décembre 1608 à Sedan ;
- Rachel baptisée vers 1609 à Sedan ;
- Jesse baptisé le 1er mars 1615 à Leyde ;
- Isaac baptisé le 10 juillet 1616 à Leyde ;
- Israël baptisé le 7 octobre 1617 à Leyde ;
- Philippe baptisé le 13 septembre 1620 à Leyde.

Sa fille Rachel, qui a épousé Jehan Mousnier de la Montagne à son retour à Leyde, et ses fils Isaac et Henri iront rejoindre la Nouvelle-Belgique dix ans plus tard. Un autre fils, Henry de Forest, est mort en 1637 dans la colonie de la Nouvelle-Amsterdam, où il était installé depuis 13 ans. L'épouse de ce dernier, qui était enceinte, est revenue en Hollande, à Leyde, où elle s'est remariée avec un Néerlandais.
Par sa fille Rachel, Jessé de Forest est l'ancêtre de Theodore Roosevelt (26e président des États-Unis) à la 9e génération, et de Eleanor Roosevelt, épouse de Franklin Delano Roosevelt (32e président des États-Unis).

## Hommages

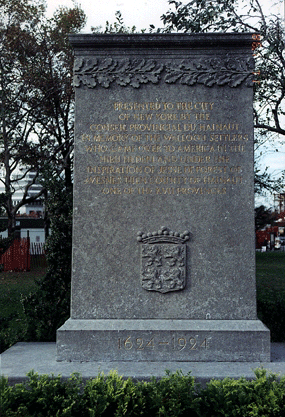
Walloon Settlers Memorial, à la pointe sud de Manhattan

- Le 22 août 1924 à Avesnes-sur-Helpe, est érigé un monument rendant hommage à Jesse, il porte l'inscription suivante en lettres rouges[4] :

« A JESSE DE FOREST SA FAMILLE ET SES VAILLANTS COMPAGNONS DU PAYS WALLON QUI CHERCHAIENT UN NOUVEAU MONDE OU ILS POURRAIENT EN PAIX AFFIRMER LEURS CROYANCES ET PRATIQUER LA RELIGION REFORMEE ONT CONTRIBUE PUISSAMMENT A LA FONDATION DE NEW YORK LA PLUS GRANDE VILLE D'AMERIQUE OU LES ENFANTS DE JESSE ISAAC - HENRI ET RACHEL S'ETABLIRENT EN 1637 »
- À Battery Park, à l’extrême sud de la pointe de Manhattan se trouve un monument en pierre de Soignies[1], le Walloon Settlers Memorial offert par la province de Hainaut pour le 300e anniversaire de la fondation de la ville par une poignée de familles d’origine wallonne et érigé en 1924. Ce monument porte l'inscription suivante en lettres dorées :

« PRESENTED TO THE CITY OF NEW YORK BY THE CONSEIL PROVINCIAL DU HAINAUT IN MEMORY OF THE WALLOON SETTLERS WHO CAME OVER TO AMERICA IN THE NEU NEDERLAND UNDER THE INSPIRATION OF JESSE DE FOREST OF AVESNES THEN COUNTY OF HAINAUT ONE OF THE XVII PROVINCES »
- Le lycée d'Avesnes-sur-Helpe porte son nom.